# Argyrodes insectus
Argyrodes insectus är en spindelart som beskrevs av Schmidt 2005. Argyrodes insectus ingår i släktet Argyrodes och familjen klotspindlar. Inga underarter finns listade i Catalogue of Life.